# مدیریت انرژی در ساختمان‌های هوشمند
مدیریت انرژی در ساختمان‌های هوشمند

## مقدمه
مدت زیادی نیست که بحث دربارهٔ موضوع ساختمان‌های هوشمند در محافل عمومی مطرح گردیده‌است. یک ساختمان هوشمند ساختمانی است که در بر دارندهٔ محیطی پویا و مقرون به صرفه به وسیلهٔ یکپارچه کردن چهار عنصر اصلی یعنی سامانه‌ها، ساختار سرویس‌ها مدیریت و رابطه میان آن‌ها است. به عبارت دیگر ساختمان هوشمند ساختمانی است که کلیهٔ اجزای داخلی آن به واسطهٔ سامانه‌ای یکپارچه و ایجاد منطقی سازگار با محیط در تعامل با یکدیگرند. ناگفته نماند که تعریف فوق به این مفهوم نیست که این ساختمان در مقابل هر اتفاق یا رویدادی به فراخور آن تصمیم‌گیری کرده و عکس‌العمل نشان دهد. بکله هوشمندی بدان معنی است که سامانه براساس حالت‌های پیش آمده و منطقی‌های تعریف شده اقدام به تصمیم‌گیری مناسب کند. به عبارتی ساختمان هوشمند در مقابل عوامل مختلف توانایی بروز خلاقیت خاص نخواهد داشت بلکه براساس استنتاج‌های منطقی رفتار خواهد کرد.
از سوی دیگر مدیریت انرژی در تعریف به معنای استفاده مقرون به صرفه و کارآمد از انرژی است. استفاده از سامانه‌های مدیریت انرژی (EMS) می‌تواند در حدود ۱۰٪ تا ۳۰٪ کاهش قیمت و هزینه در پی داشته باشد.

## انواع سامانه‌های EMS و کاربری‌های مختلف
همان‌طور که در قسمت قبل اشاره شد EMSها سامانه‌های کنترلی هستند که با تنظیم عملکرد ساعتی یا دوره‌ای تجهیزات از اتلاف انرژی جلوگیری می‌نمایند. به این معنا که زمان و محدودهٔ خاموش و روشن شدن دستگاه‌ها را با توجه به داده‌های از پیش تعیین شده‌ای براساس یک سامانه یکتا و به کمک ساعت‌های کنترلی تنظیم می‌کند. در صورتی که هدف ایجاد شرایط لوکس بیشتر به همراه کاربری آسان‌تر از امکانات در ساختمان باشد تا حد زیادی می‌توان از سامانه‌های کنترلی مختلف تحت عنوان سامانه‌های هوشمند ساختمان (IBS) استفاده کرد. در ادامه تلاش شده‌است تا به‌طور مختصر مهم‌ترین این سامانه‌ها معرفی شوند.

## انواع سامانه‌های مدیریت ساختمان (BMS)
BMS راه حل جامعی برای مدیریت ساختمان پیشنهاد می‌کند. شبکه BMS ترکیبی است برای تأمین نیازهای مدیریتی ساختمان به همراه امنیت در عملکرد و راحتی در جنبه علمی موضوع. پروفیل اصلی سامانه با داشتن یک شبکه ارتباطی گسترده هر نوع کنترل و اندازه‌گیری خصوصی را رد می‌کند. یکی از مهم‌ترین ویژگی‌های BMS که آن را کاربردی می‌نماید قابلیت انعطاف است. به این معنا که می‌توان انواع تغییرات را با توجه به نیاز ساختمان و با حداقل نرم‌افزار در آن ایجاد نمود بدون آن که نیازی به بکارگیری سخت‌افزارهای پیچیده و زاید و سرمایه‌گذاری پرهزینه باشد. در واقع سامانه به صورت یک شبکهٔ کاملاً گسترده طراحی می‌شود که به راحتی بر روی رایانه‌های شخصی قابل نصب است و به کمک استانداردهای مایکروسافت می‌توان آن را در هر زمان به روز نمود. این سامانه‌ها شامل کنترل در موارد زیر می‌گردد:
۱ ـ سامانه‌های کنترل سرما و گرما
۲ ـ سامانه‌های کنترل روشنایی
۳ ـ سامانه‌های اعلام و اطفاء حریق
۴ ـ سامانه‌های کنترل آسانسور
۵ ـ سامانه‌های کنترل برق اضطراری
۶ ـ سامانه‌های اخباری لرزه
۷ ـ سامانه‌های زیر ساختاری کنترلی شامل توزیع اطلاعات و تلفن
۸ ـ سامانه دوربین مدار بسته
۹ ـ سامانه‌های کنترل دسترسی
۱۰ ـ سامانه‌های توزیع سیگنال‌های تلویزیونی و ماهواره‌ای.
برای اجرای سامانه مدیریت ساختمان یا همان BMS باید از پروتکل و استاندارد خاص استفاده کرد. KNX یکی از معروفترین این پروتکل هاست که برای اطلاعات بیشتر نیز می‌توانید در گوگل کتاب مدیریت و هوشمندسازی اماکن با KNX را جستجو کنید.

## سامانه با برنامهٔ زمانبندی روزانه
این سامانه براساس فهرست زمانبندی که به عنوان داده در اختیار آن قرار می‌گیرد و به کمک ساعت‌های الکترومکانیکی در عملکردهای گوناگون به کار برده می‌شود. این سامانه بیشتر در زمان تعطیلات و ساعاتی از روز که کنترل شخصی میسر نیست مورد استفاده قرار می‌گیرد. به‌طور عمده موارد استفاده از این نوع سامانه به صورت زیر خلاصه می‌شود:
سامانه روشنایی داخلی و خارجی ساختمان
کنترل حرارتی محیط و تنظیم درجه حرارت داخلی
تهویه مطبوع هوای محیط
کنترل فن‌های تهویه و تخلیه (مکنده)
ترموستات‌های مستقیم و معکوس

## سامانه بهینه‌سازی دما براساس زمان
این سامانه تأمین‌کنندهٔ کنترل عملکردهای چند کاره و کنترل پیشرفتهٔ دما است. در این سامانه‌ها دمای هوای داخل و خارج به‌طور مداوم ثبت می‌شود بنابراین زمان خاموش و روشن شدن سامانه با تغییرات دما تعیین می‌گردد. کاربرد عمدهٔ آن در سرمایش گرمایش و تهویهٔ مطبوع است. این نوع سامانه با ذخیرهٔ عملکرد قادر است بهترین نتیجه و بازدهی را در ازای کمترین هزینهٔ مالی در امر صرفه جویی در انرژی ارائه دهد. وجود ضربه گیرهای کنترلی در سامانه می‌تواند ورود و خروج هوا به محیط را در زمان مطلوب میسر سازد.

## سامانه کنترل خواستاری
این نوع سامانه در حقیقت مشابه سامانه بهینه‌سازی زمان ـ دما است با این تفاوت که با اتصال ساعت‌های کنترلی به سامانه مصرف جریان برق را نیز کنترل می‌نماید. مزیت این سیکل در بررسی بارهای مطلوب و میزان مصرف برق است که در آخر با موازنه کردن این دو مورد مصرف انرژی را به حداقل مقدار خود می‌رساند.
موارد استفاده از این نوع سامانه عبارتند از: حرارت مرکزی و تهویهٔ مطبوع موتور کمپرسورهای هوایی سامانه ضد سرقت (دزدگیر) و قفل مرکزی سامانه هشدار آتش و اطفاء حریق خودکار.
همچنین این نوع سامانه با کاهش بارهای غیرضروری ساختمان که با توجه به ورودی در نظر گرفته شده تعیین می‌شود به میزان قابل توجهی کاهش در مصرف برق و بالطبع هزینه برق مصرفی را در پی دارد. از جمله ویژگی‌های خاص سامانه گزارش شرایط محیط (دما و رطوبت نسبی و … در مورد تهویه و حرارت مرکزی) است.

## اهمیت استفاده از BMS
اهمیت BMS از این جهت است که هزینه‌هایی که برای نصب و راه اندازی سامانه صرف می‌شود معمولاً بین ۳ تا ۵ سال به‌طور کامل احیا می‌شود و به این ترتیب با داشتن وسیله‌ای برای صرفه جویی در مصرف می‌توان به حفظ و تأمین سرمایه اصلی به میزان کاملاً مطلوب و مدیریت زمان دست یافت.
با توجه دقیق تر به جزئیات کار در ممیزی انرژی و بررسی و برآورد هزینهٔ مصرفی در کاربردهای گوناگون می‌توان به سه مقولهٔ زیر دست یافت:
الف ـ صرفه جویی بدون هزینه: به کمک تنظیم محسوس سامانه‌های کنترلی می‌توان با هدایت عملکرد تجهیزات تغییرات عمده و مفیدی در روند عملکرد دستگاه ایجاد کرد که تقریباً بدون هزینه است.
ب ـ صرفه جویی با هزینه بسیار کم: این روند در بخش‌هایی که متناوباً مورد استفاده قرار می‌گیرند از جمله موارد زیر کاربرد دارد:
کنترل‌کننده سامانه روشنایی، سوئیچ زمانی در سامانه آب گرمکن، کنترل‌کننده سیفون توالت و کنترل‌کننده‌های حرارت مرکزی.
ج ـ صرفه جویی درمقیاس بالا: این روند در طرح‌هایی به کار می‌رود که نیازمند ایجاد تغییرات عمده یا تغییر مکان در نقشه و همچ نین مستلزم بکارگیری تجهیزات بسیار مدرن یا حساس هستند. به عنوان مثال جایگزینی سامانه بویلر و مشعل حرارتی با هدایت گر گاز داغ در واحد آب گرم یا سامانه‌های دارای چیلر و همچنین در جایی که مصرف هم‌زمان برق و گرما وجود دارد.

## قابلیت انعطاف
یکی از مهم‌ترین ویژگی‌های BMS که آن را کاربردی می‌نماید قابلیت انعطاف است. به این معنا که می‌توان انواع تغییرات را با توجه به نیاز ساختمان یا حداقل نرم‌افزار در آن ایجاد نمود، بدون آن که نیازی به بکارگیری سخت‌افزارهای پیچیده و زاید و سرمایه‌گذاری پر هزینه باشد. در واقع سامانه به صورت یک شبکهٔ کاملاً گسترده طراحی می‌شود که به راحتی بر روی رایانه‌های شخصی قابل نصب است و به کمک استانداردهای مایکروسافت می‌توان آن را در هر زمان به روز نمود.

## قابلیت اعتبار
BMS یک سامانه کاملاً قابل اعتماد است و بسیار دقیق عمل می‌کند. به این ترتیب که بر عملکرد کل شبکه نظارت نموده و از مصرف بی‌رویه انرژی و پیشامد موقعیت‌های بحرانی جلوگیری می‌نماید. این سامانه در بسیاری از شبکه‌های متنوع از جمله تهویه مطبوع سرمایش و گرمایش ساختمان سامانه‌های کنترلی امنیتی ناظر آسانسور و مدیریت مرکزی تجهیزات نصب شده قابل استفاده است.

## کاهش هزینه زندگی
در طراحی سامانه با توجه به اختیاراتی که وجود دارد ابتدا باید به ارزیابی هزینه‌های جاری پرداخت. در این مورد باید به بازدهی مصرف انرژی و صرفه جویی آن توجه داشت. محل و جهت ساختمان ثبات دما تأثیر باد آب و هوا روشنایی و تهویهٔ طبیعی اهمیت زیادی دارند. در ساختمان‌هایی که مصرف بالای انرژی دارند باید حتماً یک آنالیز بر روی هزینه دوره‌ای زندگی انجام شود و در این اساس به طراحی اصولی پرداخت که در واقع تأثیر مستقیم بر روی هزینه‌ها دارند.
در انتخاب تجهیزات و سرویس‌ها توجه به این نکته ضروری است که حتماً یک موازنه بین قیمت و هزینهٔ اتصال نصب نگهداری و میزان صرفه جویی در مصرف انرژی صورت گیرد.
در حالت کلی می‌توان ۳٪ تا ۶٪ صرفه جویی در هزینه را برای ساختمان‌هایی که مصرف بسیار بالا دارند در نظر گرفت؛ بنابراین اگر چه در آغاز این‌طور به نظر می‌رسد که وجود BMS سبب افزایش هزینه در حین نصب و اجرا می‌شود ولی با بررسی دقیق تر این موضوع روشن می‌شود که پس از ۳ تا ۵ سال هزینه‌ها به‌طور کامل بازمی‌گردد و صرفه جویی در انرژی و هزینه‌های جاری را نیز در بر می‌گیرد.
ساختمان‌های هوشمندی که بر اساس استانداردهای بین‌المللی نظیر KNX اجرا شده باشند می‌توانند در حد زیادی در کاهش انرژی مصرفی ساختمان تأثیرگذار باشند. همچنین پرداختن صحیح به مدیریت ساختمان به طور قابل ملاحظه ای در نگهداری و بروزرسانی سیستم های مدیریت هوشمند اثرگذار است که در این زمینه مبحث 22 مقررات ملی ساختمان به طور کامل به این موضوع و شیوه های استاندارد آن پرداخته است.